# Санаторий Мерке
Санаторий Мерке (каз. Мерке емдеу-сауықтыру орны, до 199? г. — Санаторное) — населённый пункт в Меркенском районе Жамбылской области Казахстана. Входит в состав Меркенского сельского округа. Код КАТО — 315430200.
Расположен в ущелье реки Мерке.

## Население
В 1999 году население населённого пункта составляло 126 человек (63 мужчины и 63 женщины). По данным переписи 2009 года, в населённом пункте проживало 256 человек (132 мужчины и 124 женщины).